# Мартина (Пермский край)
Мартина — деревня в Кудымкарском районе Пермского края. Входит в состав Егвинского сельского поселения. Располагается на левом берегу реки Шоръег севернее от города Кудымкара. Расстояние до районного центра составляет 16 км. По данным Всероссийской переписи населения 2010 года, в деревне проживало 62 человека (31 мужчина и 31 женщина).

## История
По данным на 1 июля 1963 года, в деревне проживало 112 человек. Населённый пункт входил в состав Алековского сельсовета.